# Lestrade-et-Thouels
Lestrade-et-Thouels é uma comuna francesa na região administrativa de Occitânia, no departamento de Aveyron. Estende-se por uma área de 42,27 km². Em 2010 a comuna tinha 493 habitantes (densidade: 11,7 hab./km²).